# Восеободі-Калон
Восеободі́-Кало́н (тадж. Восеъободи калон) — село у складі Хатлонської області Таджикистану. Входить до складу джамоату імені Абді Авазова Восейського району.
Назва означає великий благоустроєний завдяки Восе. Колишня назва — Новабад.
Населення — 3454 особи (2010; 3420 в 2009, 1511 в 1976).